# Kossuth (Mississippi)
Pour les articles homonymes, voir Kossuth.
Kossuth est un village américain situé dans le comté d'Alcorn, dans le Mississippi. Selon le recensement de 2020, sa population est de 160 habitants.